# بنطال ركبي
البنطال الرُّكْبِيّ أو فقط الرُّكْبِيّ هو قطعة من الملابس تغطي الجسم من الخصر إلى أسفل الركبة، ولكن في بعض الحالات يصل إلى الكاحلين.